# Wellesley (Adelsgeschlecht)
Wellesley ist der Name eines britischen Adelsgeschlechtes.

## Geschichte
Die Familie stammt von Sir Henry Colley (auch Cowley, † 1584) aus Rutland ab, der als englischer Offizier unter Heinrich VIII. nach Irland kam und dort 1554 Carbury Castle im County Kildare erwarb. Dessen Ur-ur-urenkel Richard Colley (1690–1758) wurde 1728 von seinem Vetter Garret Wesley oder Wellesley zum Erben eingesetzt unter der Bedingung, dass er seinen Namen und sein Wappen annehme. 1746 wurde er von König Georg II. zum Baron Mornington erhoben. Sein einziger Sohn Garret Wesley, 2. Baron Mornington (1735–1781), wurde 1760 zum Earl of Mornington und Viscount Wellesley erhoben. Er starb am 22. Mai 1781 und hinterließ aus seiner Ehe mit Hon. Anne Hill-Trevor, der Tochter des 1. Viscount Dungannon, fünf Söhne, die später ihren Familiennamen in Wellesley änderten:
1. Richard Wellesley (1760–1842)[3] beerbte 1781 seinen Vater als 2. Earl of Mornington, machte Karriere als Generalgouverneur von Ostindien (1797–1805) und wurde 1799 zum Marquess Wellesley erhoben. Er starb ohne legitimen Erben.
2. William Wellesley-Pole (1763–1845)[4] wurde 1821 zum Baron Maryborough erhoben und beerbte 1842 seinen älteren Bruder als 3. Earl of Mornington. Er hinterließ einen Sohn, William Pole-Tylney-Long-Wellesley, 4. Earl of Mornington (1788–1857) und beim Tod seines Enkels William Pole-Tylney-Long-Wellesley, 5. Earl of Mornington (1813–1863) erlosch seine männliche Nachkommenlinie.
3. Arthur Wellesley (1769–1852)[5], machte Karriere als britischer Feldmarschall in den Napoleonischen Kriegen, wurde 1809 zum Viscount Wellington, 1812 zum Earl of Wellington und Marquess of Wellington und 1814 zum Duke of Wellington erhoben. Sein älterer Sohn Arthur Wellesley, 2. Duke of Wellington (1807–1884) beerbte 1863 auch seinen Neffen als 6. Earl of Mornington starb aber kinderlos, so dass ihn die beiden Söhne seines jüngeren Bruders Lord Charles Wellesley (1808–1858), Henry Wellesley (1846–1900) und Arthur Charles (1849–1934) nacheinander als 3. und 4. Duke of Wellington beerbten. Nachkommenlinien des Letzteren existieren bis heute, deren Familienoberhaupt ist seit 2014 Charles Wellesley, 9. Duke of Wellington (* 1945).[6]
4. Rev. Gerard Valerian Wellesley (1770–1848)[7] war Kanonikus von Durham, Rektor von Bishop-Wearmouth und Kaplan der Königin, seine männliche Nachkommenlinie erlosch 1992.
5. Henry Wellesley (1773–1847)[8], wurde 1828 zum Baron Cowley erhoben. Sein Sohn Henry Wellesley, 2. Baron Cowley (1804–1884) wurde 1857 zum Earl Cowley erhoben. Seine Nachkommenlinien von ihm existieren bis heute, deren Familienoberhaupt ist seit 2016 Garret Wellesley, 8. Earl Cowley (* 1965).[9]

## Familienmitglieder
- Siehe Kategorie:Familienmitglied des Adelsgeschlechts Wellesley